# Kagewani
Kagewani (影鰐?  lit. Cocodrilo sombra) es una serie de anime de cortos de apenas  ocho minutos de duración cada uno, para televisión. Fue estrenada en Japón el 2 de octubre del 2015 como parte del programa Ultra Super Anime Time  junto con Hacka Doll the Animation y Miss Monochrome Season 3. La serie será emitida simultáneamente por la plataforma Crunchyroll.

## Argumento
La historia comienza  cuando unos misteriosos monstruos (denominados UMA(AMNI): Animal misterioso no identificado),  aparecen de repente en diferentes lugares y con diferentes formas, atacando a humanos. El científico Sōsuke Banba y su antagonista,  Masaki Kimura (que pertenece a una corporación farmacéutica), investigan una  pista, "Kagewani", literalmente cocodrilo sombra, para averiguar la causa de estos ataques y el origen de estos misteriosos seres.

## Elenco de voces en japonés
- Tomokazu Sugita como Sōsuke Banba[2]
- Ryōtarō Okiayu como Masaki Kimura[2]
- Mai Aizawa[2]
- Yukinori Okuhata[2]
- Yûsuke Handa[2]
- Fumiya Kosugi[2]
- Yukiko Morishita[2]

## Lista de episodios
| |                                    |
| 1 | «Hack» «Doba» (駑馬)               |
| Un equipo de documentalistas que investiga la presencia de un UMA en una isla remota desaparece. El profesor Sosuke Banba que también estudia las apariciones de los UMA, encuentra una cámara de video estropeada en la zona. |                                    |
| 2 | «Duo» «Dyuo» (絆双刃/デュオ)       |
| Banba es llamado por la policía después de que un grupo de SAR logre rescatar a Mika Kuroda, la única sobreviviente de un equipo de alpinismo que escalaba hacia la cima de la montaña para investigar lo que sucedido a su padre, desaparecido en una expedición anterior. |                                    |
| 3 | «Return» «Kikan» (帰還)            |
| Un pueblo costero está de luto por una adolescente perdida tras un encuentro con un críptido de morfología tentacular. Banba investiga a sus compañeros para saber cual es la conexión entre estos monstruos y los desaparecidos. |                                    |
| 4 | «Double Bow» «Souyumi» (双弓)      |
| Banba dirige a las afueras para investigar la posibilidad de una presencia UMA en el alcantarillado de la ciudad. Allí encuentra a dos niños junto a los que es salvado de un ataque por los hombres de un equipo HAZMAT, liderado por el científico Masaki Kimura, armados con lanzallamas. |                                    |
| 5 | «Strange Color"» «Isai» (異彩)     |
| UN críptico del tamaño de un gorila forma de sapo ataca en un autoservicio. Uno de los empelados muere y el logra refugiarse en el lavabo con la única cliente. Son rescatados por Kimura y su equipo HAZMAT que utiliza lanzallamas para matar a la criatura. El episodio termina con Banba que mira la foto del monstruo carbonizado que Kimura le muestra fuera de la tienda. Este le ofrece integrarse en su compañía, Sarugaku Pharmaceuticals, si está interesado en las recientes apariciones de las criaturas.... |                                    |
| 6 | «Deep Abyss» «Shin'en» (深淵)      |
| Durante un crucero de boda en el Polo Sur, Banba recuerda su conversación previa con Kimura. Se está trasmitiendo a los invitados la petición del novio desde el sumergible donde están, junto al piloto. La transmisión se corta. Cuando la recuperan, el piloto se ha desmayado, el novio debe pilotar el sumergible y un enorme críptido les persigue o intenta comunicarse con ellos mediante estallidos de ondas...                                                                                                  |                                    |
| 7 | «Slashing Strike» «Setsuki» (切斬) |
| Una extraña extremidad en forma de tijeras emerge de la tierra para atacar a dos niños que juegan en el parque de la escuela. |                                    |

## Producción
La serie es dirigida por Tomoya Takashima siendo el guion de Hiromu Kumamoto, con producción del estudio Tomovies con el método de animación con recortes o cutout. Los personajes de la serie están diseñados por Ami Fujikawa y Ryōma Hori; y los monstruos por Shunsaku Matsurida. Tsutomu Nagae y Kentarō Iwakirison son los productores de la serie. El tema principal de la serie es "Arrival of Fear" de M.S.S Project.